# کالبلیا

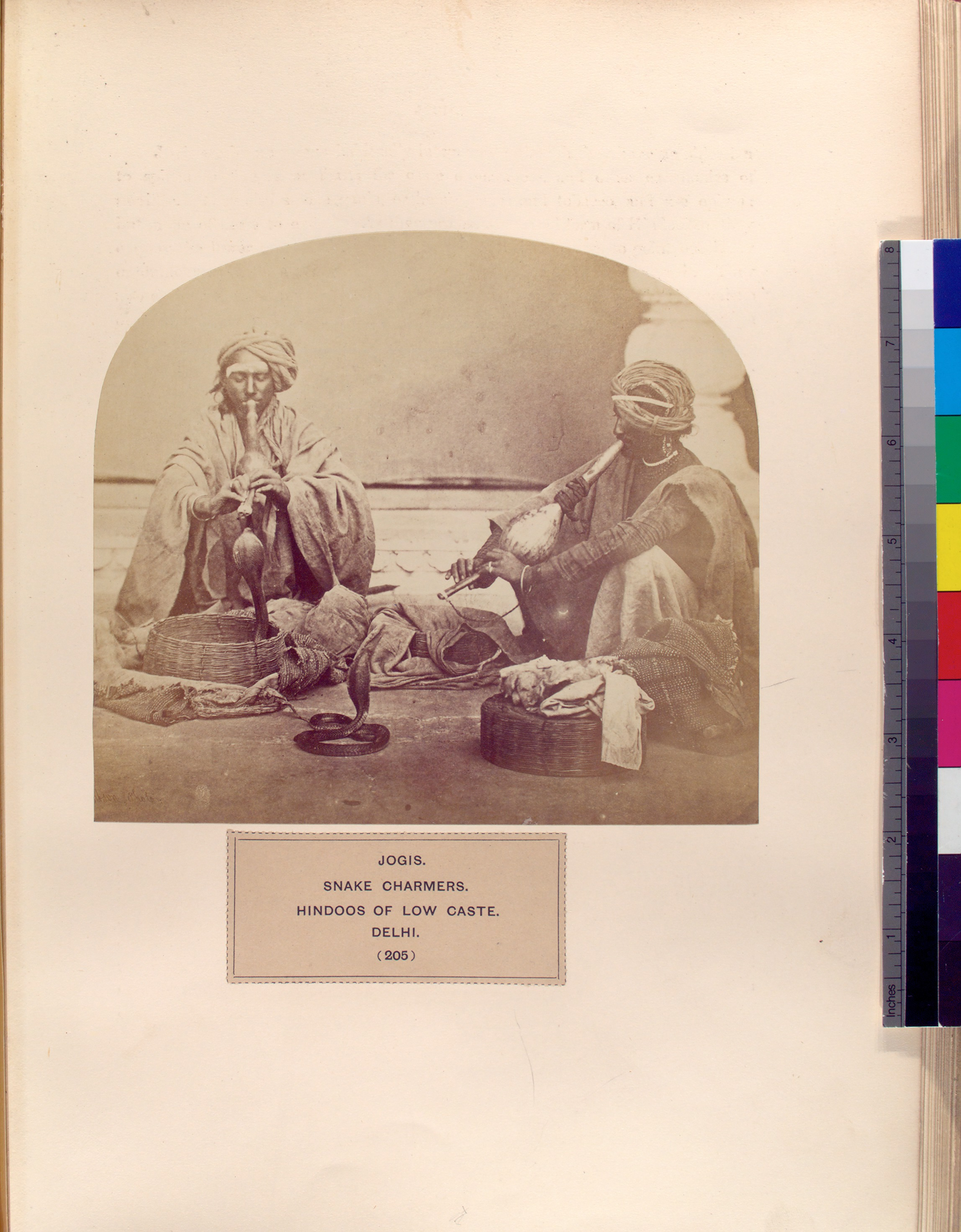
افسونگران مار ۱۸۶۸.

کالبلیا (هندی: कालबेलिया) قبیله‌ای جادوگر مار از بیابان تار در راجستان هند هستند. رقص بخش جدایی‌ناپذیری از فرهنگ آن‌ها است و توسط مردان و زنان اجرا می‌شود.

## قبایل کلبلیا

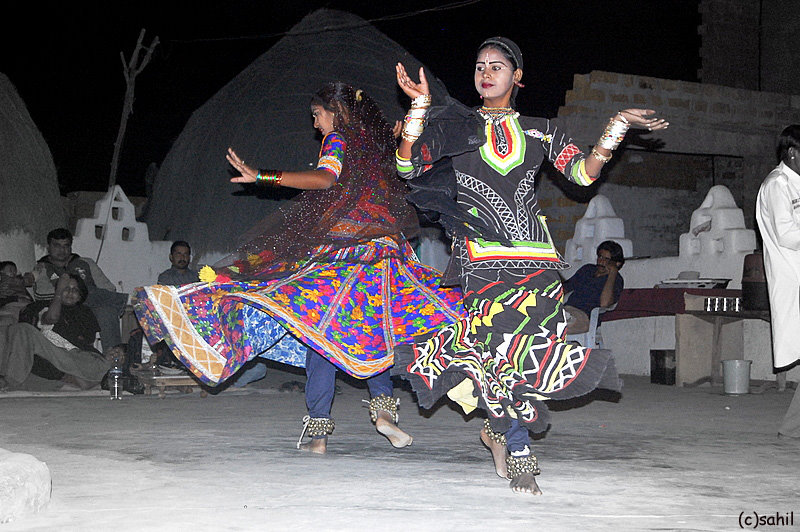
رقص فولکلور راجستانی، کلبلیا

کلبلیاها پیروان حکیم کانیف نات هستند که کاسه‌ای زهر نوشید و مورد لطف قرار گرفت تا بر مارها و حیوانات زهرآگین مسلط شود.
کلبلیاها به دو گروه اصلی تقسیم می‌شوند: 
- دالیوال
- مورا

کلبلیاها در زمان‌های قدیم به‌طور مداوم از مکانی به مکان دیگر حرکت می‌کردند. شغل سنتی آن‌ها شکار مارها و تجارت زهر مار است. آن‌ها مارها، سگ‌ها، مرغ‌ها، اسب‌ها، خرها، خوک‌ها و بزها را پرورش می‌دهند؛ بنابراین حرکات رقص و لباس‌های اجتماعی آن‌ها شباهت زیادی به مارها دارند. آن‌ها همچنین به نام‌های سابرا، جوگیرا، گاتیوالا و پوگیوارا شناخته می‌شوند. بزرگ‌ترین گروه کلبلیاها در بخش پالی قرار دارد، به دنبال آن گروه‌های مهم دیگری در اجمیر، چیتورگر و بخش اودایپور قرار دارند. آن‌ها زندگی عشایر کوچ‌نشین دارند و از قبایل برنامه‌ریزی‌شده به‌شمار می‌روند.
سنتاً، مردان کلبلیا کبرها را در سبدهای نی به خانه‌ها در روستاها می‌بردند و زنان آن‌ها می‌خواندند، می‌رقصیدند و از مردم کمک می‌خواستند. آن‌ها کبرا را محترم می‌شمارند و از کشتن این خزندگان خودداری می‌کنند. در روستاها، اگر مار به‌طور تصادفی وارد خانه‌ای می‌شد، یک کلبلیا برای گرفتن مار و بردن آن بدون کشتن آن احضار می‌شد. کلبلیاها سنتاً گروهی حاشیه‌ای در جامعه بوده‌اند که در فضاهایی خارج از روستاها زندگی می‌کردند. آن‌ها در کمپ‌های موقتی به نام درا زندگی می‌کنند. کلبلیاها دراهای خود را از مکانی به مکان دیگر در مسیری پیچ‌درپیچ منتقل می‌کنند که به‌طور مکرر در طول زمان تکرار می‌شود. در طول نسل‌ها، کلبلیاها درک منحصر به فردی از گیاهان و جانوران محلی به دست آورده‌اند و از گیاه‌درمانی برای درمان بیماری‌ها استفاده می‌کنند که در عین حال به عنوان منبع درآمد جایگزین برای آن‌ها عمل می‌کند.
از زمان تصویب قانون حیات‌وحش ۱۹۷۲، کلبلیاها از شغل سنتی خود یعنی دست‌کاری مارها کنار گذاشته شده‌اند. اکنون هنرهای نمایشی منبع درآمد اصلی آن‌ها هستند و این هنرها در داخل و خارج از هند شناخته شده‌اند. فرصت‌های اجرا گاه‌به‌گاه است و همچنین به گردشگری وابسته است که فصلی خاص دارد، بنابراین اعضای جامعه برای تأمین معیشت خود در مزارع کار می‌کنند یا دام‌ها را چرا می‌کنند.
کلبلیاها هندوهای فرهنگی هستند و به پرستش مار معتقدند؛ آن‌ها ناگا و ماناسا را پرستش می‌کنند و روز مقدس آن‌ها ناگا پنجامی است. کلبلیاها سنت‌های متفاوتی از سایر هندوها دارند. مردان کلبلیا آپادرایا می‌پوشند. کلبلیاها مردگان خود را دفن می‌کنند، برخلاف سوزاندن آن‌ها (همان‌طور که در سایر نقاط هند معمول است). داماد باید قیمت عروس را به پدر عروس پرداخت کند و پدر داماد هزینه مراسم ازدواج را می‌پردازد.

## رقص کلبلیا

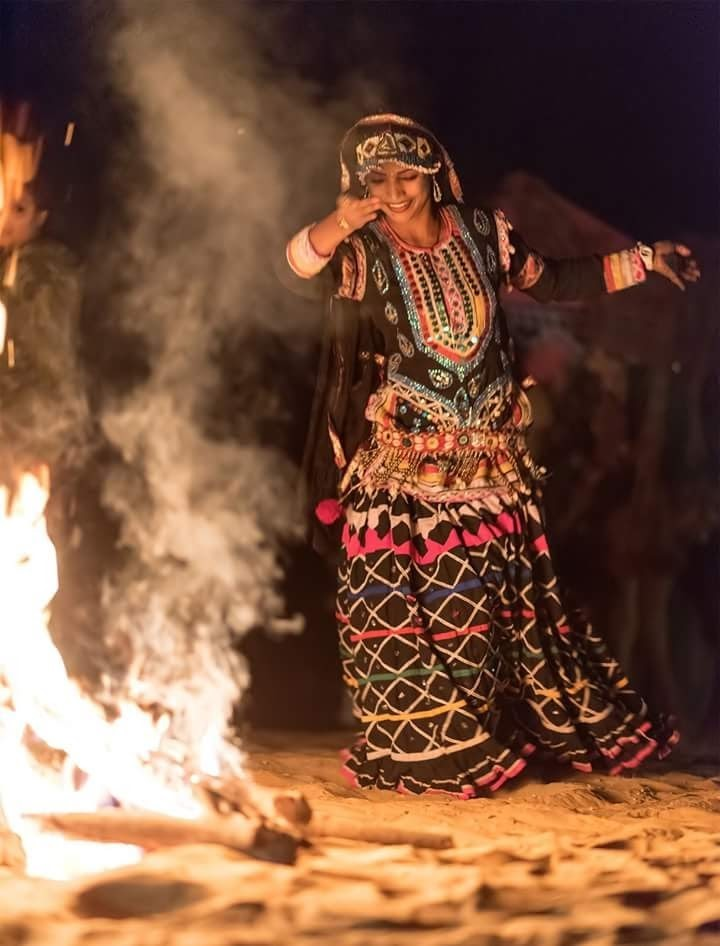
رقصنده کلبلیا در حال اجرا در شب بیابان

رقص کلبلیا، رقص فولکلور راجستانی که به عنوان جشن برگزار می‌شود، بخش جدایی‌ناپذیری از فرهنگ کلبلیا است. رقص‌ها و آهنگ‌های آن‌ها مایه افتخار و نماد هویت کلبلیاها هستند، زیرا آن‌ها تطبیق خلاقانه این جامعه جادوگران مار را با شرایط اجتماعی-اقتصادی در حال تغییر و نقش آن‌ها در جامعه روستایی مردم راجستان نشان می‌دهند.
رقصندگان زنانی هستند که دامن‌های سیاه بلند به تن دارند و با چرخیدن و رقصیدن حرکات مار را تقلید می‌کنند. آن‌ها یک لباس بالاتنه به نام آنگرَخی و یک پوشش سر به نام اودانی می‌پوشند؛ لباس پایین‌تنه به نام لِهَنگا است. تمامی این لباس‌ها در ترکیب رنگ‌های قرمز و سیاه و با گلدوزی‌های زیبا هستند.
مردان شرکت‌کننده سازهایی مانند پونگی، یک ساز بادی چوبی که به‌طور سنتی برای جلب مارها نواخته می‌شود، دف، بین، خنجری (بردسکن), مورشنگ، خورالیو و دولک را می‌نوازند تا ریتمی ایجاد کنند که رقصندگان بر اساس آن می‌رقصند. رقصندگان با طراحی‌های سنتی روی پوست خود تتو دارند و جواهرات و لباس‌های آن‌ها که با آینه‌های ریز و نخ‌های نقره‌ای گلدوزی شده‌اند، مزین است. با پیشرفت اجرا، ریتم سریع‌تر و سریع‌تر می‌شود و رقص نیز به همین ترتیب تسریع می‌یابد.
آهنگ‌های کلبلیا بر اساس داستان‌هایی از فولکلور و اساطیر ساخته شده‌اند و رقص‌های ویژه‌ای در زمان هولی اجرا می‌شود. کلبلیاها به خاطر سرودن اشعار به صورت بداهه و بداهه‌گویی آهنگ‌ها در حین اجرا شهرت دارند. این آهنگ‌ها و رقص‌ها بخشی از یک سنت شفاهی هستند که از نسلی به نسل دیگر منتقل می‌شود و برای آن‌ها نه متنی وجود دارد و نه دفترچه‌های آموزشی. در سال ۲۰۱۰، آهنگ‌ها و رقص‌های فولکلور کلبلیا از راجستان به عنوان بخشی از فهرست‌های میراث فرهنگی ناملموس یونسکو اعلام شد.